# Winchester Model 1897
Winchester Model 1897 (M1897), также известный как Model 97, M97 или Trench Gun (траншейное ружье) — «помповое» гладкоствольное ружьё с открытым курком и магазином в виде трубы, разработанное автором революционных нововведений в области огнестрельного оружия, конструктором-изобретателем Джоном Мозесом Браунингом. 

## История
Ружье было зарегистрировано для продажи в 1897 году, отсюда и название модели. Производился популярный дробовик M97, состоящий из 86 частей, c 1897 по 1957 года американской компанией Winchester Repeating Arms Company названой в честь предпринимателя и политика Оливера Фишера Винчестера.
С 1897 по 1957 года было выпущено более миллиона дробовиков, которые завоевали большую популярность на американском рынке, это был стандарт, по которому оценивали другие виды и марки ружей. По таким критериям, как надёжность, простота в обращении и эффективность стрельбы на коротких дистанциях, им просто не было равных.
С самого начала ружье планировалось для охоты с патронами 12-го и 16-го калибров. Но в последующем начали создаваться версии для полицейских и военнослужащих.
В боевых действиях первой мировой войны войсками экспедиционного корпуса США на западном фронте использовалось сравнительно небольшое количество ружей этой модели (основным оружием военнослужащих являлась 7,62-мм магазинная винтовка обр. 1903 года). В качестве боеприпасов к ним в это время использовались картечные патроны. Тем не менее, 19 сентября 1918 года правительство Германской империи выступило с дипломатическим протестом против использования гладкоствольных ружей с картечными и дробовыми патронами, предложив классифицировать как негуманное оружие.
Ружье использовалось во второй мировой войне, корейской войне и войне во Вьетнаме.
| Вариант        | Калибр | Длина ствола (в дюймах) | Годы производства |
| -------------- | ------ | ----------------------- | ----------------- |
| Standard       | 12,16  | 30,28                   | 1897-1957         |
| Trap           | 12,16  | 30,28                   | 1897-1931         |
| Pigeon         | 12,16  | 28                      | 1897-1939         |
| Tournament     | 12     | 30                      | 1910-1931         |
| Brush          | 12,16  | 26                      | 1897-1931         |
| Brush Takedown | 12,16  | 26                      | 1897-1931         |
| Riot           | 12     | 20                      | 1898-1935         |
| Trench         | 12     | 20                      | 1917-1945         |

## Описание

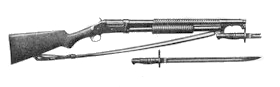
Trench gun

Винчестер модели 1897 выпускался в различных вариантах, которые отличались длиной ствола, добавочными опциями и внешней отделкой.
Ударно-спусковой механизм не имеет разобщителя, поэтому при нажатом спусковом крючке можно вести беглый огонь передвижением цевья. Запирание производится качающейся личинкой, блокирующей движение затвора назад. Снаряжение ружья боеприпасами в подствольный магазин, являющийся одновременно и направляющей для движения продольно скользящего цевья, происходит через окно в нижней части ствольной коробки по одному патрону. Магазин стандартно вмещал 5 патронов. Выброс стреляной гильзы при движении цевья назад после выстрела осуществляется через окно в правой верхней части ствольной коробки. Ружье имеет открытый курок, что исключает необходимость в дополнительных предохранителях.

## Страны-эксплуатанты
- США: модель 1897 года была использована американскими солдатами во время филиппинско-американской войны 1898 года. Это первое крупное использование дробовиков вооруженными силами США. 200 единиц оружия были отправлены на Филиппины в 1900 году. Они использовались для противодействия Моро. Во время карательной экспедиции в Мексике некоторые американские солдаты также были оснащены M97. Помимо государственных структур США, ружья этой модели использовались частными охранными структурами США[2]
- Ирландия: в конце 1940-х годов у вооружённых сил Ирландии на вооружении были 698 экземпляров подобного ружья[3]